# BrickFair
BrickFair er en årlig Lego-messe og udstilling i det østlige USA. Det blev afholdt første gnag i 2008 i Tysons Corner, Virginia arrangeret af Todd Webb, og i de efterfølgende år blev er den blevet afholdt i Chantilly, typisk i første weekend af august. BrickFair foregår over fire dage, generelt fra torsdag til søndag. Arrangementet indeholder udstillinger af privat-byggede Legomodeller.
Der afholdes også Brickfair i New England og i det sydøstlige USA, med BrickFair Alabama i 2012 og BrickFair New England i 2013. BrickFair afholdes hver årstid i fire stater. Det menes at være den største Lego-messe i USA; og en af de største i verden. Arrangementet i Virginia har op imod 22.500 besøgende.